# Patrick Onyango
Patrick Onyango (* 1945) ist ein ehemaliger kenianischer Weit- und Dreispringer.
1970 wurde er bei den British Commonwealth Games in Edinburgh Achter im Dreisprung und Elfter im Weitsprung.
Beim Dreisprung der Olympischen Spiele 1972 in München schied er in der Qualifikation aus.
Seine persönliche Bestleistung im Dreisprung von 16,32 m stellte er am 6. Juni 1970 in Daressalam auf.